# Karolina Naja
Karolina Elżbieta Naja (ur. 5 lutego 1990 w Tychach) – polska kajakarka, multimedalistka olimpijska, wicemistrzyni olimpijska oraz trzykrotna brązowa medalistka igrzysk olimpijskich, mistrzyni świata i sześciokrotna mistrzyni Europy, dwukrotna złota oraz brązowa medalistka igrzysk europejskich. Od 2021 roku jest żołnierką zawodową Wojska Polskiego.

## Kariera
Swoją karierę zawodniczą zaczynała w rodzinnych Tychach, reprezentując w tym czasie MOSM Tychy.
W latach 2011–2020 reprezentowała sekcję kajakarską gorzowskiego AZS-AWF.
Na igrzyskach zadebiutowała podczas letnich igrzysk olimpijskich w Londynie. Tam wystąpiła w dwóch konkurencjach, zdobywając brązowy medal w dwójce w parze z Beatą Mikołajczyk. W finale lepsze okazały się Niemki i Węgierki. W czwórce nie udało się stanąć na podium, tracąc do zajmujących trzecie miejsce Białorusinek 0,207 sekundy.
Na kolejnych igrzyskach w Rio de Janeiro ponownie sięgnęła w dwójce po brązowy medal wraz z Beatą Mikołajczyk. W czwórce natomiast nie powiodło się tak, jak przed czterema laty. Musiała pogodzić się ze zwycięstwem w finale B, zajmując ostatecznie dziewiąte miejsce.
W 2021 na letnich igrzyskach olimpijskich w Tokio wraz z Anną Puławską ponownie stanęła na podium, zdobywając srebrny medal. 7 sierpnia 2021 wraz z Anną Puławską, Justyną Iskrzycką oraz Heleną Wiśniewską zdobyła brązowy medal olimpijski w kajakarskiej czwórce na dystansie 500 metrów. Podczas ceremonii zamknięcia letnich igrzysk olimpijskich w Tokio była chorążą polskiej reprezentacji. Od 18 grudnia 2021 pozostaje żołnierzem zawodowym Wojska Polskiego.  26 października 2024 roku, wspólnie z Anną Puławską, Dominiką Putto i Heleną Wiśniewską, ukończyła kurs podoficerski w Szkole Podoficerskiej Wojsk Lądowych w Poznaniu.  Wspólnie z Anną Puławską zajęła 9. miejsce w 87. Plebiscycie Przeglądu Sportowego na najlepszego sportowca 2021 roku.
W 2022 została dwukrotną mistrzynią świata w konkurencjach: K-2 500 metrów i K-4 500 metrów, podczas mistrzostw świata rozgrywanych w kanadyjskim Dartmouth.
20 sierpnia 2022 r., na torze regatowym w Oberschleißheim koło Monachium, wspólnie z Anną Puławską, została mistrzynią Europy w konkurencji K-2 500 m. Następnego dnia, wraz z Anną Puławską, Adrianną Kąkol i Dominiką Putto, została mistrzynią Europy w konkurencji K-4 500 m. Dotychczas zdobyła 30 medali.
Podczas igrzysk europejskich w Krakowie dwukrotnie zdobyła złoty medal w konkurencjach K-2 500 m oraz K-4 500 m. Podczas mistrzostw świata w Duisburgu zdobyła srebrny medal w konkurencji K-4 500 m. Jednocześnie uzyskała kwalifikację na przyszłoroczne igrzyska olimpijskie w Paryżu. Znalazła się w reprezentacji  Polski na igrzyska olimpijskie, które będą rozgrywane we Francji.
8 sierpnia 2024 r. podczas finału igrzysk olimpijskich w Paryżu,  wspólnie z Anną Puławską, Adrianną Kąkol i Dominiką Putto, zajęła 4 miejsce w konkurencji K-4 500 m.
9 sierpnia 2024 r.  podczas półfinału igrzysk olimpijskich, razem z Anną Puławską, odpadła z dalszej rywalizacji w konkurencji K-2 500 m.
W 2025 roku, wspólnie z Różą Kozakowską, Aleksandrą Kałucką, Natalią Partyką i Adrianną Sułek-Schubert - została jedną z bohaterek filmu dokumentalnego - „Mistrzynie” - ukazującego kulisy sukcesów polskich sportsmenek.

## Wyniki
Wyniki finałów igrzysk olimpijskich i europejskich oraz mistrzostw świata i Europy.
| Rok  | Zawody               | Miejscowość      | Konkurencja   | Czas     | Pozycja |
| ---- | -------------------- | ---------------- | ------------- | -------- | ------- |
| 2009 | Mistrzostwa Europy   | Brandenburg      | K-4 200 m     | 37,59    | 8.      |
| 2010 | Mistrzostwa Europy   | Trasona          | K-2 200 m     | 38,807   | 8.      |
| 2010 | Mistrzostwa Europy   | Trasona          | K-4 500 m     | 1:34,127 | 4.      |
| 2010 | Mistrzostwa świata   | Poznań           | K-1 4 × 200 m | 2:55,71  | 5.      |
| 2010 | Mistrzostwa świata   | Poznań           | K-4 500 m     | 1:33,82  | brąz    |
| 2011 | Mistrzostwa Europy   | Belgrad          | K-2 1000 m    | 3:38,515 | 4.      |
| 2011 | Mistrzostwa Europy   | Belgrad          | K-4 500 m     | 1:37,090 | 7.      |
| 2011 | Mistrzostwa świata   | Segedyn          | K-1 4 × 200 m | 2:50,95  | brąz    |
| 2011 | Mistrzostwa świata   | Segedyn          | K-2 200 m     | 38,17    | srebro  |
| 2012 | Mistrzostwa Europy   | Zagrzeb          | K-2 500 m     | 1:39,292 | brąz    |
| 2012 | Mistrzostwa Europy   | Zagrzeb          | K-2 1000 m    | 3:39,096 | złoto   |
| 2012 | Igrzyska olimpijskie | Londyn           | K-2 500 m     | 1:44,00  | brąz    |
| 2012 | Igrzyska olimpijskie | Londyn           | K-4 500 m     | 1:31,607 | 4.      |
| 2013 | Mistrzostwa Europy   | Montemor-o-Velho | K-2 200 m     | 39,418   | srebro  |
| 2013 | Mistrzostwa Europy   | Montemor-o-Velho | K-2 500 m     | 1:44,674 | złoto   |
| 2013 | Mistrzostwa Europy   | Montemor-o-Velho | K-2 1000 m    | 3:36,410 | złoto   |
| 2013 | Mistrzostwa świata   | Duisburg         | K-1 4 × 200 m | 2:49,61  | srebro  |
| 2013 | Mistrzostwa świata   | Duisburg         | K-2 200 m     | 36,55    | srebro  |
| 2013 | Mistrzostwa świata   | Duisburg         | K-2 500 m     | 1:48,54  | brąz    |
| 2013 | Mistrzostwa świata   | Duisburg         | K-4 500 m     | 1:35,19  | 4.      |
| 2014 | Mistrzostwa Europy   | Brandenburg      | K-2 200 m     | 38,80    | 7.      |
| 2014 | Mistrzostwa Europy   | Brandenburg      | K-2 500 m     | 1:44,46  | srebro  |
| 2014 | Mistrzostwa Europy   | Brandenburg      | K-4 500 m     | 1:31,93  | srebro  |
| 2014 | Mistrzostwa świata   | Moskwa           | K-1 4 × 200 m | 2:47,79  | złoto   |
| 2014 | Mistrzostwa świata   | Moskwa           | K-2 500 m     | 1:41,34  | brąz    |
| 2014 | Mistrzostwa świata   | Moskwa           | K-4 500 m     | 1:28,94  | srebro  |
| 2015 | Mistrzostwa Europy   | Račice           | K-2 200 m     | 39,192   | srebro  |
| 2015 | Mistrzostwa Europy   | Račice           | K-2 500 m     | 1:45,524 | złoto   |
| 2015 | Mistrzostwa Europy   | Račice           | K-2 1000 m    | 3:42,740 | srebro  |
| 2015 | Igrzyska europejskie | Baku             | K-2 200 m     | 38,41    | 5.      |
| 2015 | Igrzyska europejskie | Baku             | K-2 500 m     | 1:52,54  | 6.      |
| 2015 | Igrzyska europejskie | Baku             | K-4 500 m     | 1:33,98  | brąz    |
| 2015 | Mistrzostwa świata   | Mediolan         | K-2 500 m     | 1:42,35  | 4       |
| 2015 | Mistrzostwa świata   | Mediolan         | K-4 500 m     | 1:35,19  | 4.      |
| 2016 | Igrzyska olimpijskie | Rio de Janeiro   | K-2 500 m     | 1:45,207 | brąz    |
| 2018 | Mistrzostwa Europy   | Belgrad          | K-4 500 m     | 1:30,953 | 5.      |
| 2018 | Mistrzostwa świata   | Montemor-o-Velho | K-4 500 m     | 1:34,568 | brąz    |
| 2019 | Igrzyska europejskie | Mińsk            | K-2 200 m     | 45,771   | 4.      |
| 2019 | Igrzyska europejskie | Mińsk            | K-4 500 m     | 1:42,851 | brąz    |
| 2019 | Mistrzostwa świata   | Segedyn          | K-2 500 m     | 1:43,34  | srebro  |
| 2019 | Mistrzostwa świata   | Segedyn          | K-4 500 m     | 1:34,77  | brąz    |
| 2021 | Igrzyska olimpijskie | Tokio            | K-2 500 m     | 1:36,753 | srebro  |
| 2021 | Igrzyska olimpijskie | Tokio            | K-4 500 m     | 1:36,073 | brąz    |

## Odznaczenia
- Srebrny Krzyż Zasługi (2013)[34]
- Złoty Krzyż Zasługi (2016)[35]
- Krzyż Kawalerski Orderu Odrodzenia Polski (2021)[36][37]